# Gebze
Gebze (en l'antiguitat, anomenada Libissa; del grec antic Λίβυσσα Líbyssa) és una ciutat de Turquia a la província de Kocaeli a uns 50 km a l'est d'Istanbul a la costa de la mar de Màrmara, cap del districte de Gebze; la seva industrialització s'ha traduït en un gran creixement i ha passat de 8.018 habitants el 1960 (el districte 30.442) a 159.116 habitants el 1990 a 253.487 el 2000, produint el 25% dels productes industrials de Turquia.
A la vora de la ciutat hi ha la plana de Tekfur Cayri o Khunkar Cayri on va morir el sultà Mehmet II el 3 de maig de 1481. Entre els edificis de la ciutat destaca la mesquita d'Orhan i la de Çoban Mustafa Pasha (de 1515). També a la vora de Gebze hi ha les ruïnes de Libyssa (turc Diliskelsei) amb la tomba d'Hanníbal, que es va suïcidar en aquesta vila per no caure en mans dels romans (183 aC). Al golf d'Izmit, no gaire lluny de la ciutat hi ha les restes del castell d'Eskihisar.
El districte ocupa la part occidental de la província i inclou sis municipalitats: Gebze, Darıca, Çayırova, Dilovası, Şekerpınar i Tavşancıl, i 22 pobles: Ahatlı, Balçık, Cumaköy, Çerkeşli, Demirciler, Denizli, Duraklı, Elbizli, Eskihisar, Hatipler, Kadıllı, Kargalı, Köseler, Mollafenari, Muallimköy, Mudarlı, Ovacık, Pelitli, Tavşanlı, Tepecik, Tepemanayır (Tepepanayır) i Yağcılar.
Fou una de les primeres ciutats ocupades pels otomans segurament ja en temps d'Orhan, quan va operar a la regió el cap militar Akça Kodja, un descendent del qual era cadi de la vila en temps de Mehmet I. Fou un kada del sandjak de Kodja Eli (capital Izmit) a l'eyalat de Djazair, i al segle xix va passar al wilayat d'Istanbul.